# Jean-Pierre Lafond
Pour les articles homonymes, voir Lafond.
Jean-Pierre Lafond, né le 17 février 1940, est un homme politique français, membre de l'UDF. Il est notamment maire de La Ciotat de 1989 à 1995 et sénateur des Bouches-du-Rhône de 1995 à 1998.

## Biographie
Il est maire de la ville de La Ciotat dans les Bouches-du-Rhône de 1989 à 1995. À l'issue de son mandat, la commune est ruinée financièrement et placée sous tutelle. 
Sénateur des Bouches-du-Rhône de 1995 à 1998 en remplacement de Jean-Claude Gaudin, appelé au gouvernement, et siège à ce titre à la commission des affaires sociales du Sénat.

### Condamnation judiciaire
Jean-Pierre Lafond voit son immunité parlementaire levée le 19 juin 1996 au motif de « mise en détention provisoire dans une affaire de fausses factures », à la suite de sa mise en examen le 15 mars 1995 dans le cadre d'une instruction pour abus de biens sociaux concernant la société d'économie mixte Semica. Jean Simonetti, conseiller financier RPR et spécialiste des collectivités locales, est également mis en examen dans cette même affaire.
Jean-Pierre Lafond est condamné en avril 2005 à trois ans de prison dont dix-huit mois avec sursis et à la privation de ses droits de vote et d’éligibilité pendant cinq ans pour, notamment, prise illégale d’intérêts, abus de biens sociaux, complicité de faux et favoritisme dans la passation de marchés publics. Il avait en particulier détourné 14,8 millions de francs (près de 2,3 millions d’euros) dont une grande partie lui avait été remis en espèces lorsqu'il était maire de La Ciotat.